# إد سوتر
إد سوتر (بالإنجليزية: Ed Sutter)‏ هو لاعب كرة قدم أمريكية أمريكي، ولد في 3 أكتوبر 1969 في بيوريا في الولايات المتحدة.